# Boruto
Boruto (jap. BORUTO) ist eine japanische Mangareihe, die seit Mai 2016 veröffentlicht wird. Bis April 2023 erschien die Reihe unter dem Titel Boruto: Naruto Next Generations (jap. BORUTO-ボルト- -NARUTO NEXT GENERATIONS-); seit August 2023 erscheint sie unter dem Titel Boruto: Two Blue Vortex (jap. BORUTO-ボルト- -Two Blue Vortex-). Die Autoren des Mangas sind Ukyo Kudachi und Masashi Kishimoto. Die Zeichnung übernahm Mikio Ikemoto. Die Animeserie wird seit dem 5. April 2017 auf TV Tokyo ausgestrahlt. In Deutschland wird sie zurzeit auf Crunchyroll mit deutschen Untertiteln gezeigt und von KSM Anime zusätzlich mit deutscher Synchronisation auf DVD und Blu-ray veröffentlicht.
Boruto ist der Nachfolger von Naruto.

## Handlung
Boruto ist der Sohn von Naruto und Hinata. Um von seinem Vater Aufmerksamkeit und Anerkennung zu erhalten, will er von Sasuke trainiert werden. Boruto nimmt an der Chunin-Prüfung teil. Dabei verwendet er ein Jutsugerät, welches zuvor von Naruto für die Prüfung verboten wurde. Im dritten Teil der Prüfung wird Boruto bei der Benutzung des Gerätes erwischt. Er wird offiziell disqualifiziert und ihm droht sogar ein lebenslanges Verbot ein Ninja sein zu dürfen. Die Prüfung wird durch den Angriff von Momoshiki und Kinshiki vom Ōtsutsuki-Clan gestört, welche Naruto entführen.
Boruto begleitet Sasuke und die anderen Kage bei der Rettungsmission. Es gelingt, Naruto zu retten, welcher sich zusammen mit Sasuke Momoshiki stellt. Dieser verstärkt sich durch die Absorption von Kinshiki, wird aber dennoch von Naruto und Sasuke besiegt. Vor dem finalen Schlag greift die Technikabteilung ein und verwendet das Jutsugerät. Die abgefeuerten Jutsus werden von Momoshiki absorbiert, wodurch dieser das Blatt wenden kann. Mithilfe von Boruto kann Momoshikis Absorptionsfähigkeit zerstört und Momoshiki besiegt werden. Nach dem Kampf befindet sich ein seltsames Mal auf Borutos rechter Handfläche.
Als der Feudalherr in Konoha eintrifft ist es Borutos Aufgabe, Leibwächter für dessen Sohn, Tento Madoka, zu sein. Anfangs kann Boruto mit ihm wenig anfangen, da dieser sehr verwöhnt ist und alle seine Probleme meist mit Geld löst. Nach einer Weile freunden sich beide an und Boruto zeigt ihm auch ein paar Ninja-Techniken. Kurz vor der Abreise wird Tento von den Mujina-Banditen entführt. Boruto kann ihn aufspüren und mithilfe seiner Teamkameraden, Sarada und Mitsuki, den Chef der Mujina-Banditen besiegen.
Nach dem Mujina-Zwischenfall erhalten Boruto, Sarada und Mitsuki die Mission eine für Naruto entwickelte Armprothese, welche Jutsus absorbieren kann, nach einem Testlauf zurück in die Forschungsabteilung zu bringen. Im Zug trifft das Team auf den sich inzwischen im Ruhestand befindlichen Ao (ein ehemaliger Ninja aus Kirigakure). Dieser erzählt ihnen etwas aus seiner aktiven Zeit. In der Forschungsabteilung angekommen, ist Boruto wegen des Zwischenfalls mit dem Jutsugerät erst nicht begeistert, was sich jedoch legt, als sein Team die neuen Ninja-Tech Prototypen testen darf.
Während Team Boruto die Geräte testet, befinden sich Konohamaru und Mugino auf einer Mission um die Absturzstelle eines unbekannten Luftschiffes zu untersuchen. Als der Kontakt abbricht, benachrichtigt Naruto das Team von Boruto, weil die Absturzstelle nah an der Forschungsabteilung liegt. Dort angekommen werden sie von Autonomen Ninjapuppen angegriffen und finden die schwer verletzen Konohamaru und Mugino. Kurz darauf werden sie von Ao angegriffen, welcher hoch entwickelte Ninja-Tech verwendet. Mithilfe der mitgebrachten Ninja-Tech können sie Ao besiegen, Mugino verliert dabei sein Leben.
Bei Untersuchung der Umgebung finden sie einen Jungen namens Kawaki, welcher sich gegen die Ninjapuppen verteidigt. Er greift zunächst auch Boruto und sein Team an, da er denkt sie würden zu Kara gehören. Sie werden von einem Mann namens Garo angegriffen, welcher wirklich ein Mitglied von Kara ist und auch sehr hoch entwickelte Ninja-Tech verwendet. Bei dem Kampf wird offenbart, dass Kawaki dasselbe Zeichen in der linken Hand hat, wie Boruto in seiner rechten. Dabei wird auch offenbart, dass dieses Symbol die Eigenschaft hat die Fähigkeiten seines Trägers zu verstärken, Jutsus und Chakra zu absorbieren und dass dieses Symbol „Karma“ genannt wird.
Kawaki wird nach Konoha gebracht und zur Sicherheit unter die persönliche Bewachung von Naruto gestellt. Kawaki zieht deshalb bei der Familie Uzumaki ein und fängt an mit diesen zusammen zu leben. Nach anfänglichen Schwierigkeiten wird er immer mehr Teil der Familie. Er wird von Naruto als Ninja trainiert und erzählt im Gegenzug alles was er über die Organisation Kara weiß. Die Organisation wird von einem Mann namens Jigen angeführt und an Kawaki wurde lange Zeit experimentiert, dieses führte bei ihm zu einer Posttraumatischen Belastungsstörung, wodurch bestimmte Eindrücke bei ihm schlechte Erinnerungen auslösen. In der Zwischenzeit ordnet Jigen an, dass Koji Kashin und Delta Kawaki zurückholen sollen.
Während eines Übungskampfes zwischen Kawaki und Boruto unter Narutos Aufsicht, bei welchem ermittelt werden soll was die genauen Fähigkeiten des Karma sind, dringt Delta in das Dorf ein und gelangt zum Kampfplatz. Naruto stellt sich ihr. Dabei stellt sich heraus, dass Delta ein Cyborg mit extrem hoch entwickelter Ninja-Tech ist und neben einem Laser, welcher Dinge ähnlich Kaguyas Speeren verwesen lässt, auch die Fähigkeit besitzt große Mengen an Chakra zu absorbieren. Kawaki greift in den Kampf ein und verliert dabei seinen rechten Arm. Naruto gelingt es Delta zu besiegen, indem er sie mit so viel Chakra vollpumpt, dass ihre Absorption überlastet wird und sie sich selbst zerstört. Koji kann zusammen mit Deltas Drohne entkommen.
In Karas Hauptquartier lädt Delta sich in einen ihrer Reserve-Körper hoch. Im Krankenhaus erhält Kawaki eine der Armprothesen, welche ursprünglich für Naruto entwickelt wurden.
Jigen beschließt nach der fehlgeschlagenen Mission, die Sache selbst zu übernehmen. In der Zwischenzeit verfolgt Sasuke Karas Spuren und setzt dabei auch sein Rinegan ein. Dabei findet er eine Dimension, in welcher sich Abbildungen von Kaguya und anderen Mitgliedern des Otsutsuki-Clans befinden. Als Sasuke in dieser Dimension einen Jyuubi findet, beobachtet er wie Jigen mit einem Raum-Zeit-Jutsu die Kammer des Jyuubi betritt und diesem Chakra entzieht.
Sasuke erstattet Naruto Bericht. Währenddessen nutzt Jigen das Karma von Kawaki um sich zu diesem zu teleportieren und versucht ihn zu entführen. Naruto und Sasuke können dies im letzten Moment verhindern, werden allerdings von Jigen in eine andere Dimension gezogen. Dort bekämpfen sie ihn, haben aber gegen seine beiden Fähigkeiten, alles nicht Lebendige und sogar Jutsus bis auf mikroskopische Größe zu schrumpfen und Chakra und Jutsus zu absorbieren keine Chance. Sasuke muss Naruto schweren Herzens zurücklassen und flieht mit seinem Raum-Zeit-Jutsu, während Jigen Naruto in einem Gebilde einsperrt, dass wie zwei riesige Reisschalen geformt ist.
Als Boruto, Mitsuki, Sarada und Kawaki von dem Ergebnis des Kampfes und Sasukes Zustand erfahren, überlegen sie wie sie Naruto retten können. Mit Kawakis Karma gelangen sie in die Dimension, in der Naruto eingesperrt ist. Dort treffen sie auf ein Mitglied von Kara, Boro, welcher sie aufhält. Auch Boro ist durch Ninja-Tech verbessert worden und bereitet dem Team mit den von ihm ausgestoßenen Viren große Schwierigkeiten. Mit Mitsukis Antikörper, können sie den Kern von Boro zerstören und augenscheinlich besiegen. Mit Borutos Karma können sie Naruto befreien. Jedoch greift der außer Kontrolle geratene Boro wieder an und besiegt alle. Boruto kann Boro besiegen, weil er sich in eine Form verwandelt, welche halb Mensch halb Otsutsuki ist und auch nicht er selbst zu sein scheint.
Einige Zeit nach dem Kampf taucht das Kara-Mitglied Amado in Konoha auf und will sich Konoha anschließen. Er bietet neben seinem technischen Wissen und seiner gesamten Technik auch an, alles über Kara zu verraten und Konoha sogar zu offenbaren, wie man einen Otsutsuki endgültig töten kann. Er zeigt Naruto und Sasuke dafür einen Live-Stream von Kaji Koshin. Dieser kämpft gegen den geschwächten Jigen. Er ist ihm überlegen, bis Jigen seinen letzten Trumpf ausspielt und sein Karma vollständig aktiviert, wodurch er zu Isshiki Otsutsuki wird. Dieser kann Kaji leicht besiegen und offenbart, dass dieser ein Klon von Narutos Lehrmeister Jiraiya ist und dazu erschaffen wurde Isshiki zu töten. Durch Jigens Verwandlung verschwindet das Karma von Kawaki. Amado offenbart, dass das Karma eine Spezialtechnik des Otsutsuki-Clans ist, bei welcher sie eine Kopie aller Informationen ihres Körpers in einen geeigneten Wirt einpflanzen. Diese Informationen werden mit der Zeit langsam extrahiert. Ist die Extraktion abgeschlossen, übernimmt der Otsutsuki den Wirt und wird dadurch wiedergeboren. So war die Persönlichkeit, welche Boruto beim Kampf mit Boro kontrollierte, kein anderer als Momoshiki.
Des Weiteren offenbart Amado, dass Isshiki mit Kaguya ankam, von ihr Hintergangen wurde und warum Otsutsukis im Paar auftreten: Sie pflanzen den Jyuubi in die Erde, wodurch ein Götterbaum entsteht, welcher dann alles Chakra und alle genetischen Informationen von allen Lebewesen des Planeten extrahiert und eine Chakrafrucht ausbildet. Damit ein Götterbaum entstehen kann, muss der Jyuubi einen lebenden Otsutsuki verschlingen. In der Regel ist dies der Otsutsuki mit niedrigerem Rang. Bevor dies passiert, pflanzt dieser einem geeigneten Kandidaten das Karma ein und sobald die Extraktion abgeschlossen ist, frisst der Jyuubi den Otsutsuki, welcher dann durch das Karma wiedergeboren wird.
Isshiki reist nach Konoha um Kawaki ein neues Karma einzupflanzen, da er ihn für seine Pläne benötigt und Jigens Körper nach all den Jahrzehnten, in denen er Isshikis Wirt war, inzwischen zu schwach ist und Isshiki deshalb maximal 3 bis 4 Tage hat, bis sein Körper zerfällt.
Naruto und Sasuke stellen sich Isshiki und können ihn mit Borutos Hilfe in eine andere Dimension teleportieren und sich ihm stellen, während Kawaki mit Amado in einen Bunker gebracht wird.
Im Kampf gelingt es Isshiki Naruto und Sasuke zu trennen und Sasuke zu überwältigen. Boruto kann verhindern, dass Isshiki Sasuke tötet, indem er damit droht sich selbst zu töten, weil er als Momoshikis Gefäß besser dazu geeignet ist den Jyuubi zum Götterbaum werden zu lassen, um eine möglichst gute Chakrafrucht zu züchten, als Isshikis Körper, da Jigens Körper alt und schwach ist. Isshiki verschont Sasuke und erkennt, dass die Extraktion des Karma bei Naruto bereits bei über 80 % steht. Er bricht Boruto einige Knochen um ihn bewegungsunfähig zu machen und will Sasuke den Rest geben, als Naruto eingreift.
Mit Kuramas Hilfe aktiviert Naruto den Baryon-Modus. Dieser Zustand nutzt Narutos und Kuramas Chakra um, ähnlich der Kernfusion der Sonne, Unmengen an Kraft freizusetzen. Jedoch wird dieser Zustand die beiden ihr leben kosten. Im Baryon-Modus kann Naruto, Isshiki leicht überwältigen. Jedoch geht ihm die Kraft aus, bevor er Isshiki töten kann. Isshiki merkt jedoch, dass das seltsame Chakra des Baryon-Modus, ihm so extrem zugesetzt hat, dass ihm weniger als 1 Stunde bleibt. Isshiki nutzt jedoch Narutos Verbindung zu Kawakis Prothese um diesen zu sich zu teleportieren. Kawaki erkennt die Situation und flieht vor Isshiki, weil er erkennt, dass es für Isshiki ein Rennen gegen die Zeit ist.
Isshiki droht Naruto zu töten, worauf hin sich Kawaki stellt. Isshiki platziert das Karma und als sein Körper durch diesen letzten Kraftakt zerfällt, merkt er, dass das Karma wieder verschwindet. Kawaki hat ihm Mithilfe eines Schattendoppelgängers hereingelegt. Isshiki stirbt dadurch.
Naruto hat ein letztes Gespräch mit Kurama. Dieser erklärt ihm, dass der Baryon-Modus nur sein Leben und nicht ihrer beider Leben aufgebraucht hat und löst sich auf. Naruto erwacht und als Sasuke alle zurück nach Konoha bringen will, übernimmt Momoshiki die Kontrolle über Boruto und sticht Sasukes Rinnegan aus.
Momoshiki nutzt Borutos erschöpfte Chakrareserven aus um ihn zu kontrollieren und versucht zu entkommen. Er plant Kawaki an den Jyuubi zu verfüttern um eine Chakrafrucht zu züchten, da durch Kawaki zwar nur eine vergleichsweise kleine Frucht entstehen wird, aber dies besser ist als nichts. Es gelingt Kawaki Momoshiki dazu zu bringen ein Jutsu zu absorbieren um Borutos Chakrareserven aufzufüllen, wodurch dieser Momoshiki noch einmal zurück drängen kann. Mit Borutos Karma können sie nach Konoha zurückkehren.
Währenddessen erhält Code, welcher den Jyuubi bewacht hat, über sein weißes Karma eine letzte Nachricht von Isshiki. Dieser erteilt ihm den Auftrag, Boruto oder Kawaki an den Jyuubi zu verfüttern, eine Chakrafrucht zu züchten, um mit dieser selbst zu einem Otsutsuki zu werden und das große Ziel aller Otsutsuki zu verwirklichen: Sich durch den Konsum hunderter Chakrafrüchte, zu einem Gott zu entwickeln.
Amado teilt sein Wissen mit Konoha und warnt Naruto vor Code. Dieser verehrte Isshiki wie einen Gott und hat immer noch den Jyuubi. Team 7 erhält ein Missionsverbot und wird wegen Boruto und Kawaki unter Beobachtung gestellt. Amado gibt Kawaki einen neuen Arm und bietet diesem an, ihm ein neues Karma zu geben, mit welchem er die Kraft von Isshiki, welche bereits in ihm steckt nutzen kann. Naruto erhält von Amado Pillen, welche Otsutsuki-Gene angreifen und das voranschreiten der Extraktion von Momoshikis Daten in Boruto, zwar nicht aufhalten oder umkehren, diese jedoch verlangsamen.
Code reist zu einem Versteck von Kara und befreit dort die beiden Cyborgs Eida und Daemon aus speziellen Kapseln. Aufgrund ihrer Fähigkeit, verliebt sich Code in Eida, da sich jeder der sie sieht in sie verliebt. Mit ihrem Senrigan, beobachtet Eida für Code Konoha um ihn bei seinem Vorhaben, Boruto oder Kawaki an den Jyuubi zu verfüttern um einen Götterbaum wachsen zu lassen und eine Chakrafrucht zu kultivieren zu unterstützen. Ihre Bedingung ist allerdings, dass er einen der beiden verschont. Gegen ihre Fähigkeit sind nur Blutsverwandte und Otsutsuki immun. Als Gefäße von Otsutsuki sind Boruto und Kawaki, somit die einzigen mit denen sie eine Beziehung führen kann, die auf echten Gefühlen basiert.
Kawaki ist aufgrund der Situation zunehmend rastlos. Eines Abends bringt er den Müll raus und kann den Beobachtungsposten mit einem Doppelgänger austricksen, da er mit seinen Otsutsuki Fähigkeiten seine Chakrasignatur verbergen kann. Boruto bemerkt den Bluff und verfolgt Kawaki zunächst allein, da er durch das Karma Kawaki aufspüren kann.
Kawaki lockt Code an und bietet ihm an, sich zu ergeben, wenn dieser dafür alle anderen in Ruhe lässt. Code will ihn gewaltsam mitnehmen, da er jeden den er für den Tod Isshikis verantwortlich macht, leiden lassen will. Boruto geht dazwischen und nutzt sein Karma beim Kampf. Er kann viel Kraft nutzen, wird aber dann von Momoshiki kontrolliert. Kawaki greift mit seinem neuen Karma an. Naruto und Shikamaru stoßen hinzu. Boruto kann kurz die Kontrolle zurückgewinnen und bittet Kawaki ihren Plan auszuführen. Kawaki durchbohrt Borutos Brust, da sie vereinbart hatten, dass wenn Boruto wieder von Momoshiki kontrolliert wird, Kawaki ihn tötet, um somit auch Momoshiki zu töten. Kawaki kämpft mit Code und ist diesem überlegen. Code nutzt seine Markierung um Daemon zu sich zu holen, dessen Reflexion Kawaki letzten Angriff auf diesen zurückwirft. Code flieht. Momoshiki aktiviert den letzten Schritt des Karma um Boruto wiederzubeleben, bevor dieser stirbt. Da die Extraktion erst zu 82 % abgeschlossen ist, muss Momoshiki die letzten 18 % seiner Daten durch die von Boruto ersetzen. Borutos Körper wird wiederhergestellt. Momoshiki kann nicht mehr vollständig wiedergeboren werden, allerdings kann er nun Jederzeit Borutos Körper für kurze Zeit kontrollieren und macht Boruto klar, dass er jede Schwäche ausnutzen wird um vollständig die Kontrolle zu übernehmen.
Code plant seine nächsten Schritte und plant Amado zu entführen, da dieser als einziger Codes Siegel lösen kann, welche von Amado selbst platziert wurden.
Shikamaru trifft sich mit Amado und stellt diesen zur Rede. Code nutzt die Markierung auf Shikamarus Rücken und versucht Amado zu entführen. Shikamaru aktiviert die verbesserte Delta, welche Code mit Leichtigkeit besiegt. Code nutzt seine Markierungen um Eida zu sich zu holen. Amado ist entsetzt von ihrer Anwesenheit und wird von Code und Eida entführt. Im Versteck zwingt Code Amado die Begrenzer zu entfernen, wodurch dieser seine wahre Kraft erlangt. Als er Amado töten will, bietet dieser Eida einen Deal an: Sie geht mit ihm nach Konoha, da dies in ihrer aktuellen Situation ihre beste Chance auf eine Beziehung mit Kawaki, in den sie sich verliebt hat, ist. Als Daemon auf Eidad Anweisung hin Code angreift, flieht dieser zum Jyuubi, während Eida und Daemon zusammen mit Amado nach Konoha reisen.
Amado informiert Shikamaru über die Situation, welcher ein Haus vorbereiten lässt und Team 7 und Kawaki zu sich ruft. Boruto sieht in der Zwischenzeit immer wieder Momoshiki, welcher ihn darauf hinweist, dass wenn Boruto jemals denkt, dass er verschwinden oder sterben sollte, Momoshiki die Kontrolle übernehmen und Boruto im hintersten Winkel seines Bewusstseins einsperren wird, wo Boruto langsam verblasst.
Shikamaru gibt Team 7 ihre neue Mission: sie sollen mit Eida und Daemon zusammen in einem Haus leben, um diese 24/7 observieren zu können. Eida beobachtet die Besprechung mit ihrem Senrigan. Kawaki bemerkt bei der Besprechung, dass Boruto sich seltsam verhält.
Als Eida am Haus eintrifft, verlieben sich Mitsuki, Chocho, Inojin, Shikadai und Konohamaru sofort in sie. Nur Sarada und Sumire nicht. Als Sarada Shikamaru davon berichtet, weist er sie an so tun als wäre sie von Eida beeinflusst, damit diese keinen Verdacht schöpft, da Sarada und Sumire so in der Lage sind, Eida falls nötig auszuschalten. Kawaki bemerkt, dass Boruto immer öfter Visionen von Momoshiki hat und sogar mit diesem spricht. Kawaki fasst einen Entschluss und flieht aus dem Haus und begibt sich zu Naruto und Hinata. Er teilt ihnen mit, dass die Ära der Shinobi in seinen Augen vorbei ist, da shinobi im Kampf gegen Otsutsuki immer die ersten sind die sterben. Deshalb hat Kawaki beschlossen, mit der Kraft von Isshiki alle Otsutsuki zu jagen und ihnen den gar aus zu machen und das auch Boruto mit einschließt, da dieser in Kawakis Augen, durch das verschweigen seiner Visionen bewiesen hat, dass er mehr und mehr wie Momoshiki wird. Bevor Naruto Kawaki aufhalten kann, nutzt dieser sein Dojutsu um Naruto und Hinata in eine Taschendimension einzusperren, in welcher keine Zeit vergeht um beide in Sicherheit zu wissen.
Naruto verschwinden wird schnell bemerkt und Shikamaru bittet Eida die Geschinisse mit ihrem Senrigan zu verifizieren, Eida identifiziert Kawaki als Täter. Boruto nutzt seine Fähigkeit Kawaki zu erspüren um diesen zu auf eigene Faust zu verfolgen. Boruto kann einem Angriff von Kawaki entgehen, als dieser versucht ihn wie Naruto in die Taschendimension zu sperren. Kawaki erklärt Boruto was er getan hat und greift diesen an. Sarada kommt dazu und wird von Kawaki angegriffen. Als Boruto sie aus dem Weg stößt, verliert er sein rechtes Auge. Kawaki kann aufgehalten werden, als Shikamaru, mitsuki, Konohamaru und Sasuke auftauchen. Momoshiki übernimmt kurz die Kontrolle über Boruto und absorbiert das Jutsu, mit dem Kawaki festgehalten wird, welcher daraufhin flieht. Eida spürt Kawaki auf und ihr Wunsch Kawaki zu helfen und Kawakis Otsutsuki-Gene lösen eine Resonanz aus, wodurch Eida ihre wahre Fähigkeit Omnipotenz nutzen kann. Sie erfüllt Kawaki seinen Wunsch und die Erinnerungen aller Menschen werden geändert: Jeder denkt nun, dass alles was Boruto bisher erlebt hat, Kawaki erlebt hat und umgekehrt. Jeder denkt nun, dass Kawaki der Sohn von Naruto Uzumaki und Boruto der Außenseiter ist. Nur Boruto, Kawaki, Daemon, Sarada und Sumire wurden davon nicht beeinflusst.
Boruto wird von den Shinobi von Konoha verfolgt. Dieses Ereignis in Kombination mit der Nachricht von Narutos vermeintlichem tod, erwecken Saradas Mangekyou Sharingan. Sarada bittet Sasuke ihr zu glauben und sich um Boruto zu kümmern. Sasuke rettet Boruto vor den Shinobi und bringt ihn Sicherheit. Er erklärt ihm, dass in seinen Erinnerungen Kawaki das Rasengan beherrscht, gegen Momoshiki kämpfte und dessen Gefäß ist und dass er all die gegensätzlichen Informationen, die er hat mehr und mehr ignoriert, aber dass er Sarada vertraut und Boruto helfen wird. Momoshiki teilt Boruto mit, was er über Omnipotenz weiß, um diesen zum Verzweifeln zu bringen, da er nun alles und jeden verloren hat und er jetzt ruhig Momoshiki die Kontrolle überlassen kann. Eida stößt hinzu und entschuldigt sich bei Boruto und informiert ihn darüber, dass sie zwar Omnipotenz nicht rückgängig machen kann und auch nicht will, da dies die beste Möglichkeit ist, dass Kawaki irgendwann ihre Gefühle erwidern wird. EIda verspricht Boruto und Sasuke, dass sie ihr Senrigan nicht benutzen wird um sie aufzuspüren, selbst wenn Shikamaru oder Kawaki sie darum bitten. Boruto beschließt, aus dem Kampf mit Kawaki einen Streit unter Geschwistern zu machen und sich alles zurückzuholen, was er verloren hat.

## Charaktere

### Boruto Uzumaki
Boruto Uzumaki ist der Sohn von Naruto Uzumaki und Hinata Hyuuga. Trotz seiner Blutsverwandtschaft mit dem Hyuuga-Clan, besitzt er kein Byakugan. Er versucht als starker Ninja anerkannt zu werden und nicht nur als Narutos Sohn. Gleichzeitig möchte er aber auch durch sein teils rebellisches Verhalten die Aufmerksamkeit seines Vaters erregen, da dieser seit seiner Ernennung zum Hokage, kaum Zeit für die Familie hat. Insgeheim ist er sehr froh darüber, dass sein Vater wegen der Beobachtung von Kawaki mehr Zeit mit der Familie verbringt. Er besitzt das Blitz-, Wasser- und Windversteck. Während den Chunin-Prüfungen benutzte Boruto die Ninjawaffe Kote, die in den Prüfungen verboten war, weswegen sein Vater ihn beinahe für immer aus dem Stand der Ninja verbannte. Er unterstützte die Kage und Sasuke Uchiha beim Kampf gegen Momoshiki Ootsutsuki. Er beherrscht das Rasengan und ist im Team Konohamaru.
Seit dem Sieg über Momoshiki befindet sich ein sogenanntes Karma in seiner rechten Handfläche. Das Karma hat die Fähigkeit Jutsus und Chakra zu absorbieren (Er kann Elemente die durch Chakra entstehen absorbieren. Vorhandene Elemente die durch Chakra Manipuliert werden, kann er nicht absorbieren). Im aktiven Zustand, bilden sich Zeichen auf seinem Arm bis zum rechten Auge, wodurch seine Fähigkeiten verstärkt werden. Das Karma ist eine Möglichkeit der Otsutsukis, in einem geeigneten Wirt mit allen Fähigkeiten und Erinnerungen wiedergeboren zu werden. Da bei Boruto die Extraktion der Informationen bereits weit fortgeschritten ist, kann es passieren, dass sein Körper im geschwächten Zustand von Momoshiki, vorübergehend übernommen wird. Wenn Momoshiki die Kontrolle hat, ist Borutos rechtes Auge ein Byakugan.
Die Extraktion von Momoshikis Informationen ist bei ihm bereits zu 70–80 % abgeschlossen. Durch von Amado entwickelte Pillen, wird die Extraktion aufgehalten.
Nachdem Kawaki Boruto auf dessen eigenen Wunsch hin beim ersten Kampf mit Code tötete, hat Momoshiki die letzten 18 % seiner Daten durch die von Boruto ersetzt und das Karma aktiviert, um das Loch im Borutos Brust zu schließen und um zu verhindern, dass er selbst endgültig stirbt. Es ist ihm nicht möglich physisch vollständig in Boruto wiedergeboren zu werden, jedoch setzt Momoshiki alles daran, Borutos Geist zu schwächen, um dauerhaft die Kontrolle zu übernehmen.

### Sarada Uchiha
Sarada Uchiha ist die Tochter von Sasuke Uchiha und Sakura Haruno. Ihr Verhältnis zu ihrem Vater Sasuke ist nicht sehr innig, da sie ihn kaum kennt. Bei einem Zwischenfall mit Shin Uchiha, gelang es ihr im Alter von 11 Jahren das Sharingan zu erwecken. Ihr Ziel ist es irgendwann Narutos Nachfolge als Hokage anzutreten. Sie kontrolliert die Chakraelemente Feuer und Blitz und hat eher kein Talent für Medizinische Jutsus. Sie ist im Team Konohamaru.

### Mitsuki
Mitsuki ist von Orochimaru künstlich erschaffener Mensch. Er verfügt über ein umfangreiches Medizinisches Wissen und hält sich bei Kämpfen meist im Hintergrund. Er ist mit Sarada und Boruto im Team Konohamaru. Er besitzt ein großes Interesse für Boruto.

### Konohamaru Sarutobi
Konohamaru Sarutobi ist der Meister von Boruto, Sarada und Mitsuki. Über seine Eltern ist nicht viel bekannt. Er ist der Enkel des Dritten Hokage (Dorfoberhaupt).

### Kawaki
Kawaki ist der Sohn eines Alkoholikers der ihn sein ganzes Leben lang misshandelte und leidet an einer Posttraumatischen Belastungsstörung. Jigen und die Organisation Kara kauften ihn von seinem Vater. Bei Kara wurden er und viele andere Kinder einem Test unterzogen, um zu prüfen ob sie als neues Gefäß für Isshiki Otsutsuki geeignet sind. Nur er und Code überlebten diesen Test und tragen seitdem das Karma von Isshiki. Danach wurde er kaum besser behandelt als zuvor. Jigen trainierte ihn, damit er als Gefäß stark genug wird und ließ ihn Amado mit Ninjatech verbessern. Seitdem ist er in der Lage Speere aus seinem Körper wachsen zu lassen. Als er mit einem Luftschiff transportiert wurde, gelang ihm nach dem Absturz die Flucht und er wurde von Konoha aufgenommen. In Konoha steht unter Narutos persönlicher Beobachtung und wohnt bei ihm. Von Naruto wird er wie ein zweiter Sohn und Teil der Familie behandelt, weshalb Kawaki anfängt Naruto zu verehren, da dieser der erste ist, der ihn wirklich gut behandelt und bei dem er sich als Mensch fühlt. Sein Verhältnis mit Boruto ist anfangs sehr angespannt, da er in ihm, aufgrund seines Verhaltens nur ein verzogenes Gör sieht. Während des Delta-Vorfalls verliert seinen rechten Unterarm, welcher durch eine Prothese ersetzt wird, die ursprünglich für Naruto entwickelt wurde und von diesem mit Chakra versorgt wird.

### Kara
Kara ist eine von Jigen gegründete Organisation, welche in einen Inneren- und Äußeren Ring gegliedert ist.

#### Jigen
Jigen war der Anführer von Kara. Er kaufte Kawaki und andere Kinder um ein geeignetes Gefäß für das Karma zu finden. Er selbst trug ein Karma am Kinn und konnte Dinge verkleinern und auch vergrößern. Die von ihm geschrumpften Dinge, wurden dabei in einer Taschendimension gelagert, wodurch er diese jederzeit und überall wieder hervorholen kann. Ursprünglich war er ein wandernder Mönch, welcher bereits zu Zeiten Kaguyas lebte und auf den halbtoten Isshiki traf. Dieser schrumpfte sich selbst und nistete sich in Jigens Gehirn ein und kontrollierte ihn. Es war auch Isshiki, der Jigen über Jahrhunderte am Leben erhielt. Nutzt er viel von seinen Fähigkeiten, fängt sein Körper an zu zerfallen.

#### Amado
Amado ist ein genialer Wissenschaftler, welcher für Kara arbeitete und ein absolutes Genie im Bereich der Ninjatech ist und ist Raucher. Er erschuf mehrere Cyborgs für Jigen, von denen einzelne Exemplare auf Jigens Befehl versiegelt wurden. Er verbesserte Kawaki, Delta, Code und Boro. Er weiß sehr viel über Otsutsukis und erschuf Koji Kashin um Jigen zu besiegen. Nach Boros Niederlage, verließ er Kara und lief zu Konoha über, wo er seitdem unter strenger Bewachung steht.

#### Delta
Delta war ein weibliches Mitglied von Kara und war von Amado zu einem leistungsfähigen Cyborg umgebaut worden. Sie war in der Lage ihre Beine in Düsen umzuwandeln, hatte einen Laser der Dinge verwesen ließ, eine Drohne im Rücken und war in der Lage mit ihren Augen große Mengen an Chakra zu absorbieren. Wenn ihre Kapazitäten voll sind, explodiert sie. Sie kann eine vollständige Kopie ihres Bewusstseins in ihre Drohne hochladen, welche sie dann in einen Reservekörper übertragen kann. Amado hat sie bei seinem überlaufen mit einem Sprachbefehl abgeschaltet, weshalb unklar ist, inwieweit Delta überhaupt noch menschlich ist, oder eine vollkommene Maschine.

#### Boro
Boro war ein recht einflussreiches Mitglied von Kara. Jigen hatte ihm viele Aufgaben der Verwaltung von Abteilungen des äußeren Ringes übertragen, so war es unter anderem seine Aufgabe einige Cyborgs zu versiegeln und den versiegelten Naruto zu bewachen. Amado hat ihn so verbessert, dass er über extreme Regeneration verfügt und in der Lage ist große Mengen eines tödlichen Virus zu produzieren und auszustoßen. Sein Kern wurde von Sarada mit einem Chidori zerstört, wodurch er zu einem gigantischen Monster mutierte. In dieser Form wurde er von Momoshiki besiegt, welcher Borutos Körper kontrollierte.

#### Code
Code war neben Kawaki, der einzige der Jigens Experiment überlebte. Anders als Kawaki, war er nicht in der Lage zu einem Gefäß für Isshiki zu werden. Er verehrt Isshiki regelrecht fanatisch und hat Kawaki früher oft verprügelt, weil er nicht verstand, weshalb Kawaki es nicht als Ehre sah, ein Gefäß zu sein. Er genoss Jigens uneingeschränktes Vertrauen, so hat er Code den Jyuubi bewachen lassen, während Isshiki nach Konoha reiste, um Kawaki mit einem neuen Karma zu versehen.
Obwohl er kein Gefäß ist, trägt er in der linken Hand ein Karma, welches anders als die von Boruto und Kawaki nicht schwarz, sondern weiß ist. Dieses Karma verleiht ihm die gleichen Kräfte wie ein normales Karma (Chakra/Justu Absorption, Verstärkung von Fähigkeiten, Raum-Zeit-Jutsu), nur enthält es keine genetischen Daten eines Otsutsukis. Er wurde von Amado verbessert: Er kann seine Hände in Krallen verwandeln und kann mit diesen Markierungen setzen, zwischen denen er sich, ähnlich wie der Yondaime Hokage Minato Namikaze, frei bewegen kann. Laut Amdados Aussage, ist Code sogar viel stärker als Jigen, deshalb hat Amado zur Sicherheit mehrere Begrenzer in ihn eingebaut, welche nur von Amado gelöst werden können.

#### Eida
Eida ist ein sechzehnjähriger Cyborg und Mitglied von Kara. Als Kind hat Amado ihr und ihrem Bruder Daemon Zellen von Shibai Otsutsuki eingepflanzt. Dies gab ihr 3 Shinjutsus: Fliegen, Senrigan (ein Dojutsu, welches ihr erlaubt alles zu sehen und zu hören was irgendwo passiert und alle Ereignisse zu sehen, welche nach ihrer Geburt stattfanden) und Omnipotenz. Ihre Omnipotenz erlaubt es ihr die Erinnerungen anderer zu manipulieren, sie hat aber kaum Kontrolle darüber und tut es eher unbewusst um ihr Verlangen nach Liebe zu stillen, indem sich jeder der sie sieht sofort in sie verliebt, wobei Blutsverwandte und Otsutsuki die Ausnahme sind. Deshalb möchte sie eine Romanze mit Kawaki, da dieser gegen ihre Fähigkeit immun ist. Nachdem Code Amado dazu brachte seine Begrenzer zu entfernen, schloss sie sich mit Daemon, Konoha an, da Amado ihr erklärte, dass diese Möglichkeit ihre beste Chance auf eine Romanze mit Kawaki ist.

#### Daemon
Daemon ist Eidas kleiner Bruder. Er ist in Himawaris Alter und ist seiner Schwester treu ergeben. Wie Eida hat Amado auch ihm Zellen von Shibai eingepflanzt. Sein Shinjutsu erlaubt es ihm alles zu reflektieren. Er kann jede Art von Mordlust reflektieren, Angriffe ohne Mordlust kann er nur reflektieren, wenn er den Angreifer mit seiner Handfläche berührt. Auch sein Körper wurde von Amado verstärkt, weshalb er Code auch ohne Angriffe zu reflektieren, besiegte obwohl zu diesem Zeitpunkt dessen Begrenzer entfernt waren. Er hat sich zusammen mit Eida Konoha angeschlossen.

### Ōtsutsuki
Otsutsuki sind eine Gruppe von Alienparasiten, welche Paarweise auf Planeten ankommen, um dort einen Götterbaum (Shinju) zu züchten und die daraus resultierende Chakrafrucht zu verzehren um sich selbst zu entwickeln. Bei dieser Zucht, nimmt der Götterbaum die genetischen Informationen von allen Lebewesen, welche auf dem Planeten leben und lebten auf und speichert diese in der Frucht. Charakteristisch für die Otsutsuki sind: Bleiche Haut, Hörner, Dojutsu sowie weite weiße Kleidung.

#### Kaguya Ōtsutsuki
Kaguya war die Partnerin von Isshiki, welcher von ihr hintergangen und tödlich verwundet wurde. Sie war die mit dem niedrigeren Rang und hätte an den Jyuubi verfüttert werden sollen. Sie ist die Mutter von Hamura und Hagoromo und die Großmutter von Indra und Ashura.

#### Isshiki Ōtsutsuki
Isshiki war ein Mitglied des Otsutsuki Clans und stand in der Hierarchie über Kaguya. Er kam mit ihr auf die Erde und wurde von ihr hintergangen, da sie ursprünglich vom Jyuubi hätte gefressen werden sollen, um eine Chakrafrucht zu züchten. Im halbtoten Zustand schrumpfte er sich selbst und nistete sich in Jigens Gehirn ein. Bereits nach kurzer Zeit kontrollierte er Jigen vollständig und erhielt er mehrere hundert Jahre am leben und verpasste ihm ein Karma. Neben seiner Fähigkeit Dinge zu verkleinern und wieder zu vergrößern, hat er auch die anderen Fähigkeiten der Otsutsuki und ein Byakugan im linken Auge.

#### Momoshiki Ōtsutsuki
Momoshiki ist ein Mitglied des Otsutsuki Klans. Er hat das Byakugan und in seinen Händen Rinegan. Mit dem rechten absorbiert er Ninjutsu und dem linken, kann er diese verstärkt wieder einsetzen. er geht meist den leichten Weg und kann kaum Taijutsu. Er kam mit Kinshiki zur Erde, da Kaguyas sehr lange vom Klan wegblieb. Anstatt einen Götterbaum zu züchten, wollte Momoshiki Pseudo-Chakrafrüchte erschaffen, indem er das Chakra der Bijuus absorbiert. Sein erstes Ziel waren die Reste des Hachibi in Killer B, sei nächstes war der Kyuubi, Kurama im Nanadaime Hokage Naruto Uzumaki. Während der Chunin-Prüfung griff er Konoha an und entführte Naruto.
In einer anderen Dimension entzog er Naruto langsam dessen Chakra. Als Sasuke zusammen mit den anderen Kage und Boruto eintraf, kämpfte er gegen diese und war Naruto und Sasuke erst unterlegen, bis er Kinshiki absorbierte und mutierte. So war er den beiden Ebenbürtig. Während des Kampfes gelang es ihm ein Karma auf Boruto zu platzieren, bevor er besiegt wurde.
Durch das Karma kann er in Boruto wiedergeboren werden. Wenn Boruto sein Karma zu lange verwendet, kann Momoshiki Boruto kontrollieren, das Gleiche passiert auch wenn Boruto nur noch wenig Chakra hat und das Bewusstsein verliert.
Nach Isshikis Tod, kontrollierte er Boruto um Sasukes Rinegan zu zerstören. Boruto brach eines von Momoshiks Hörnern ab um durch den Schmerz Momoshiki zurückzudrängen.
Beim Kampf mit Code Übernahm er wieder die Kontrolle. Nachdem Kawaki Borutos Brust, auf dessen Wunsch hin durchbohrte um Momoshiki zu töten, hat Momoshiki die letzten 18 % seiner Daten im Karma durch die von Boruto ersetzt und dieses aktiviert um Borutos Körper wiederherzustellen, da Borutos Tod auch seinen endgültigen Tod bedeuten würde. Er kann nicht mehr vollständig in Boruto wiedergeboren werden, jedoch setzt er alles daran Borutos Geist zu übernehmen. Gegenüber Boruto, sagte Momoshiki, dass er jede Schwäche Borutos ausnutzen wird und dass sollte Boruto jemals der Gedanke kommen, zu verschwinden oder dass er sterben sollte, wird Momoshiki ihn im hintersten Winkel seines Bewusstseins einsperren, wo dieser langsam verblassen wird.
Er will Isshikis Jyuubi nutzen, um eine Chakrafrucht zu züchten. Dafür will er Kawaki an diesen verfüttert, da dieser als Otsutsuki Gefäß bei dem die Daten bereits zu mehr als 80 % extrahiert sind, besser ist als nichts.

#### Kinshiki Ōtsutsuki
Kinshiki war der Partner von Momoshiki. Er konnte Waffen beschwören. Sein Horn wurde von Sasuke abgebrochen. Während der Rettung von Naruto durch Sasuke und die anderen Kage, ließ er sich von Momoshiki absorbieren um diesen zu stärken.

#### Shibai Ōtsutsuki
Shibai war der mächtigste Ōtsutsuki von allen und hat als bisher einziger die Stufe eines Gottes erreicht, wodurch er keinen physischen Körper mehr benötigt.

## Anime
Die Animeserie wurde erstmals am 5. April 2017 auf TV Tokyo ausgestrahlt. Die Produktion übernahm das Pierrot Studio in der Regie von Noriyuki Abe und Hiroyuki Yamashita. Derzeit wurden 249 Episoden ausgestrahlt. In Deutschland sicherte sich KSM Anime die Rechte und bringt die Serie mit deutscher Synchronisation seit dem 7. November 2019 im Handel heraus. Die Animeserie ist der Nachfolger von Naruto Shippuden.
Die Synchronisation entsteht bei der DMT – Digital Media Technologie GmbH in Hamburg. Dialogbuch und Regie führt Tammo Kaulbarsch. Ein Großteil der Rollen bekamen ihre Stimmen aus der Vorgängerserie bzw. dem Boruto-Film wieder, dessen Handlung zudem in dieser Serie neu adaptiert wird.

### Synchronisation
| Rolle                     | Japanische Sprecher (Seiyū)                         | Deutsche Sprecher              |
| ------------------------- | --------------------------------------------------- | ------------------------------ |
| Boruto Uzumaki            | Yūko Sanpei                                         | Daniel Kirchberger             |
| Sarada Uchiha             | Kokoro Kikuchi                                      | Josephine Martz                |
| Mitsuki                   | Ryūichi Kijima                                      | Janek Schächter                |
| Kawaki                    | Shinya Hamazoe (Folge 1) Yūma Uchida (ab Folge 188) | Stefan Weißenburger            |
| Shikadai Nara             | Kensho Ono                                          | Julian-Elias Henneberg         |
| Inojin Yamanaka           | Atsushi Abe                                         | Florian Marissal / Felix Mayer |
| Chocho Akimichi           | Ryoko Shiraishi                                     | Nina Witt                      |
| Metal Lee                 | Ryō Nishitani                                       | Felix Strüven                  |
| Denki Kaminarimon         | Chihiro Ikki                                        | Felix Jordan                   |
| Iwabee Yuino              | Shinya Hamazoe                                      | Marco Rosenberg                |
| Shinki                    | Yūto Uemura                                         | –                              |
| Sumire Kakei              | Aya Endo                                            | Malin Steffen                  |
| Toroi                     | Shohei Kawafuru                                     | –                              |
| Araya                     | Junji Iki                                           | –                              |
| Yodo                      | Aoi Inase                                           | –                              |
| Himawari Uzumaki          | Saori Hayami                                        | Arlette Stanschus              |
| Shizuma Hoshigaki         | Ryomei Kimura                                       | –                              |
| Shin Uchiha               | Nobuyuki Hiyama                                     | –                              |
| Momoshiki Otsutsuki       | Daisuke Namikawa                                    | Yannik Raiss                   |
| Kinshiki Otsutsuki        | Hiroki Yasumoto                                     | Kailas Mahadevan               |
| Darui                     | Ryota Takeuchi                                      | –                              |
| Chōjūrō                   | Kōki Miyata                                         | –                              |
| Isshiki Otsutsuki / Jigen | Kenjirō Tsuda                                       | –                              |
| Koji Kashin               | Yūichi Nakamura                                     | –                              |
| Amado                     | Akio Ōtsuka                                         | –                              |
| Boro                      | Kenta Miyake                                        | –                              |
| Delta                     | Houka Kuwashima                                     | –                              |
| Code                      | Junta Terashima                                     | –                              |
| Victor                    | Chō                                                 | –                              |
| Deepa                     | Tetsuya Kakihara                                    | –                              |
| Ao                        | Tadahisa Saizen                                     | –                              |
| Shojoji                   | Naomi Kisumi                                        | –                              |
| Naruto Uzumaki            | Junko Takeuchi                                      | Henning Nöhren                 |
| Kurama                    | Tesshō Genda                                        | –                              |
| Hinata Uzumaki            | Nana Mizuki                                         | Julia Fölster                  |
| Sasuke Uchiha             | Noriaki Sugiyama                                    | Jannik Endemann                |
| Sakura Uchiha             | Chie Nakamura                                       | Katharina von Keller           |
| Mirai Sarutobi            | Eri Goda                                            | –                              |
| Shikamaru Nara            | Shotaro Morikubo                                    | Jacob Weigert                  |
| Temari Nara               | Romi Park                                           | Merete Brettschneider          |
| Ino Yamanaka              | Ryōka Yuzuki                                        | –                              |
| Sai                       | Satoshi Hino                                        | Nils Rieke                     |
| Rock Lee                  | Yoichi Masukawa                                     | Tim Kreuer                     |
| Tenten                    | Yukari Tamura                                       | Saskia Bellahn                 |
| Shino Aburame             | Shinji Kawada                                       | Fabian Harloff                 |
| Kakashi Hatake            | Kazuhiko Inoue                                      | Martin May                     |
| Konohamaru Sarutobi       | Hidenori Takahashi                                  | Moritz von Zeddelmann          |
| Mugino                    | Jun Kasama                                          | –                              |
| Kurotsuchi                | Hana Takeda                                         | –                              |
| Gaara                     | Akira Ishida                                        | –                              |
| Killer B                  | Hisao Egawa                                         | –                              |
| Yurui                     | Kengo Kawanishi                                     | –                              |
| Katasuke                  | Taira Kikumoto                                      | –                              |

## Manga
Der Manga wurde erstmals am 9. Mai 2016 unter dem Titel Boruto: Naruto Next Generations im Shōnen Jump-Magazin des Verlags Shūeisha veröffentlicht. Die Autoren sind Ukyō Kodachi von Band 1 bis 13 sowie Masashi Kishimoto von Band 14 bis 20. Die Zeichnung übernahm Mikio Ikemoto. 2019 wechselte die Reihe ins V Jump-Magazin. Im April 2023 erschien das letzte Kapitel von Boruto: Naruto Next Generations. Die Reihe wurde auch in insgesamt 20 Bänden herausgegeben. Auf Deutsch wurde die Mangareihe von Carlsen Manga von Juli 2017 bis Mai 2024 vollständig veröffentlicht.
Seit August 2023 erscheint die Reihe unter dem Titel Boruto: Two Blue Vortex. Autor ist erneut Masashi Kishimoto mit Zeichnungen von Mikio Ikemoto. Bisher wurden fünf Bände veröffentlicht (Stand Juli 2025). Im Oktober 2024 wurde bekannt, dass Carlsen Manga die Reihe ab Mai 2025 auf Deutsch herausgeben wird. Bisher sind zwei Bände erhältlich (Stand August 2025).
| Band                            | Japan                           | Japan                           | Deutschland                     | Deutschland                     |
| Band                            | Veröffentlichung                | ISBN                            | Veröffentlichung                | ISBN                            |
| Boruto: Naruto Next Generations | Boruto: Naruto Next Generations | Boruto: Naruto Next Generations | Boruto: Naruto Next Generations | Boruto: Naruto Next Generations |
| ------------------------------- | ------------------------------- | ------------------------------- | ------------------------------- | ------------------------------- |
| 1                               | 4. Aug. 2016                    | ISBN 978-4-08-880756-0          | 4. Juli 2017                    | ISBN 978-3-551-77552-8          |
| 2                               | 2. Dez. 2016                    | ISBN 978-4-08-880827-7          | 19. Dez. 2017                   | ISBN 978-3-551-77553-5          |
| 3                               | 2. Mai 2017                     | ISBN 978-4-08-881078-2          | 30. Mai 2018                    | ISBN 978-3-551-77554-2          |
| 4                               | 2. Nov. 2017                    | ISBN 978-4-08-881227-4          | 30. Okt. 2018                   | ISBN 978-3-551-77555-9          |
| 5                               | 2. Mai 2018                     | ISBN 978-4-08-881413-1          | 30. Apr. 2019                   | ISBN 978-3-551-77556-6          |
| 6                               | 4. Okt. 2018                    | ISBN 978-4-08-881656-2          | 28. Sep. 2019                   | ISBN 978-3-551-77557-3          |
| 7                               | 4. Feb. 2019                    | ISBN 978-4-08-881722-4          | 2. März 2020                    | ISBN 978-3-551-77558-0          |
| 8                               | 4. Juni 2019                    | ISBN 978-4-08-881865-8          | 1. Sep. 2020                    | ISBN 978-3-551-77559-7          |
| 9                               | 4. Okt. 2019                    | ISBN 978-4-08-882081-1          | 1. Dez. 2020                    | ISBN 978-3-551-77560-3          |
| 10                              | 4. Jan. 2020                    | ISBN 978-4-08-882193-1          | 2. Mrz. 2021                    | ISBN 978-3-551-77567-2          |
| 11                              | 13. Mai 2020                    | ISBN 978-4-08-882290-7          | 29. Juni 2021                   | ISBN 978-3-551-77568-9          |
| 12                              | 4. Sep. 2020                    | ISBN 978-4-08-882412-3          | 26. Okt. 2021                   | ISBN 978-3-551-77569-6          |
| 13                              | 4. Jan. 2021                    | ISBN 978-4-08-882537-3          | 1. März 2022                    | ISBN 978-3-551-77847-5          |
| 14                              | 30. Apr. 2021                   | ISBN 978-4-08-882645-5          | 28. Juni 2022                   | ISBN 978-3-551-77848-2          |
| 15                              | 3. Sep. 2021                    | ISBN 978-4-08-882774-2          | 26. Sep. 2022                   | ISBN 978-3-551-77906-9          |
| 15                              | 4. Jan. 2022                    | ISBN 978-4-08-882893-0          | 31. Jan. 2023                   | ISBN 978-3-551-77907-6          |
| 17                              | 2. Mai 2022                     | ISBN 978-4-08-883112-1          | 30. Mai 2023                    | ISBN 978-3-551-77908-3          |
| 18                              | 2. Sep. 2022                    | ISBN 978-4-08-883247-0          | 26. Sep. 2023                   | ISBN 978-3-551-77030-1          |
| 19                              | 3. Feb. 2023                    | ISBN 978-4-08-883382-8          | 31. Jan. 2024                   | ISBN 978-3-551-77314-2          |
| 20                              | 2. Juni 2023                    | ISBN 978-4-08-883532-7          | 29. Mai 2024                    | ISBN 978-3-551-77566-5          |
| Boruto: Two Blue Vortex         |                                 |                                 |                                 |                                 |
| 1                               | 2. Feb. 2024                    | ISBN 978-4-08-883824-3          | 30. Apr. 2025                   | ISBN 978-3-551-80151-7          |
| 2                               | 2. Mai 2024                     | ISBN 978-4-08-884073-4          | 29. Juli 2025                   | ISBN 978-3-551-80152-4          |
| 3                               | 4. Sep. 2024                    | ISBN 978-4-08-884178-6          | 28. Okt. 2025                   | ISBN 978-3-551-80691-8          |
| 4                               | 4. Feb. 2025                    | ISBN 978-4-08-884361-2          | 3. März 2026                    | ISBN 978-3-551-80700-7          |
| 5                               | 4. Juli 2025                    | ISBN 978-4-08-884516-6          |                                 |                                 |

## Kritik
Die sexualisierte und freizügige Darstellung von Sarada und anderen jungen weiblichen Charakteren zu Anfang des Mangas wurde von Fans kritisiert. Zeichner Mikio Ikemoto räumte ein, dass er mit dem Design zu weit gegangen sei und hielt sich daraufhin stärker zurück.